# Harry Ferguson

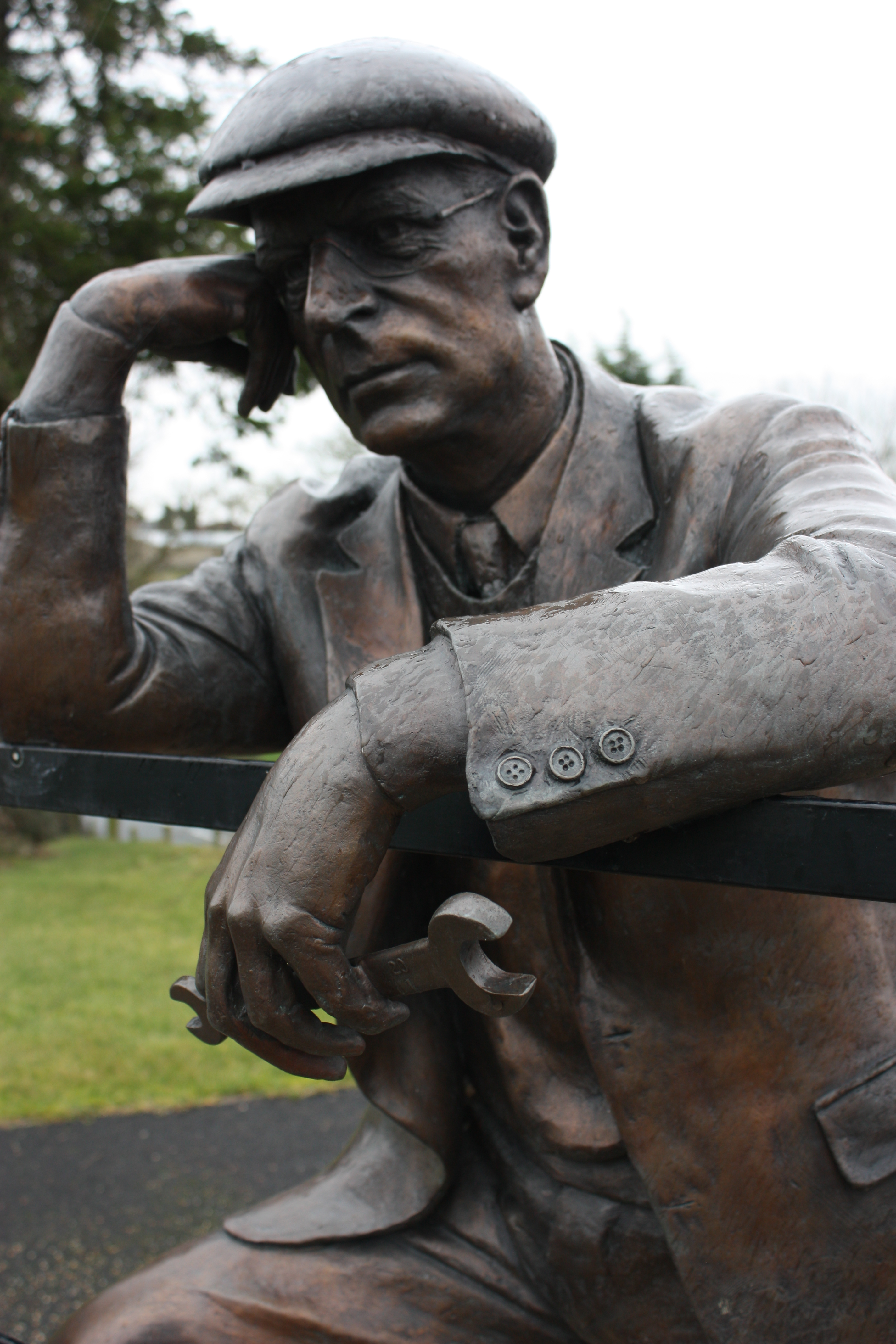
Harry Ferguson. Skulptur im Harry Ferguson Memorial Garden, Growell, County Down (Nordirland).

Henry George „Harry“ Ferguson (* 4. November 1884 in Growell, County Down, Nordirland; † 25. Oktober 1960
in  Stow-on-the-Wold, Grafschaft Gloucestershire, England) war ein irischer Ingenieur und Erfinder.

## Leben
Harry Ferguson wuchs zusammen mit acht Geschwistern auf dem elterlichen Bauernhof im nordirischen Dromore auf. Sein älterer Bruder Joe betrieb in Belfast eine Werkstatt, in der Harry Ferguson von 1900 bis 1903 den Beruf des Mechanikers erlernte. Anfänglich befasste er sich hier vornehmlich mit Motorrädern, später auch mit Automobilen. An der Universität Belfast begann er, sich für die Fliegerei zu interessieren. 1908 konstruierte Ferguson ein eigenes Flugzeug, das mit einem J.A.P.-Motor ausgestattet war. Bei einem Flugversuch am 31. Dezember 1909 legte Ferguson mit seiner Konstruktion fliegend eine Strecke von 120 Metern zurück. Sie war das erste Flugzeug, das auf der irischen Insel bewegt wurde, und Ferguson war der erste Brite, der ein selbst konstruiertes Flugzeug flog.
1911 gründete Ferguson in Belfast das Unternehmen May Street Motors (später: Harry Ferguson Ltd.). Die Werkstatt beschäftigte sich zunächst mit landwirtschaftlichen Geräten: Ferguson konstruierte Pflüge und Ähnliches. Bekannt wurde Ferguson durch den Belfast, einen radlosen Pflug, der mit einem Traktor verbunden werden konnte. 1916 entstand ein erster Ferguson-Traktor, der auf der Mechanik eines Ford Model T basierte.

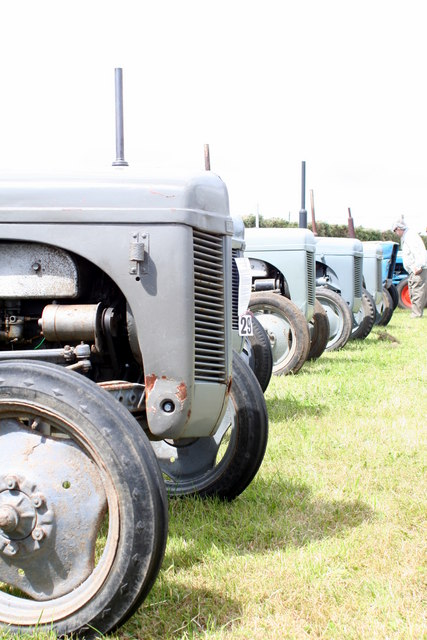
Ferguson-Traktoren

Nach dem Ende des Ersten Weltkriegs war Ferguson in erster Linie mit der Konstruktion und Verbesserung von Traktoren beschäftigt, die zur Entwicklung einer Dreipunktaufhängung führte. Diese Konstruktion macht es möglich, dass sich Schlepper und Anbaugeräte zu einer festen Einheit verbinden. Im Ergebnis erhöht sich die Zugkraft des Schleppers, das Durchdrehen der Antriebsräder und das Aufsteigen der Vorderachsen werden weitgehend verhindert. Im nächsten Schritt entwickelte Ferguson eine Hydraulik, mit der es möglich wurde Arbeitsgeräte und Pflüge vom Fahrersitz aus anzuheben oder abzusenken und auf die gewünschte Arbeitstiefe einzustellen. Harry Ferguson gilt damit als Erfinder des Dreipunkt-Krafthebers, der bis heute zu den zentralen Bauteilen eines Traktors gehört. Die Ferguson-Traktoren wurden anfänglich von Coventry Climax, in den 1930er-Jahren dann von
David Brown produziert. 1937 zerbrach die Allianz mit Brown, und Harry Ferguson wechselte in die USA. Dort produzierte Ford bis 1945 die Ford-Ferguson-N9-Traktoren. Die Zusammenarbeit mit Ford zerbrach, als Henry Ford II 1945 die Produktion von Landwirtschaftsgeräten einstellte. Es folgte ein langjähriger Rechtsstreit, der erst 1952 ein Ende fand.
Nach dem Zweiten Weltkrieg kehrte Ferguson nach Großbritannien zurück. Die Standard Motor Company in Coventry produzierte ab 1946 seine Traktoren in großer Serie. 1953 fusionierte Ferguson sein Unternehmen mit der Firma Massey-Harris zu „Massey Harris Ferguson“. Seit 1958 firmierte das Unternehmen unter dem Namen Massey Ferguson.
1950 gründete Harry Ferguson zusammen mit Freddie Dixon und Tony Rolt das Unternehmen Ferguson Research, das in den folgenden Jahren grundlegende Forschungsarbeiten zum Allradantrieb durchführte. Um die Leistungsfähigkeit und vor allem die Traktionsstärke eines vierradgetriebenen Fahrzeugs zu dokumentieren, konstruierte Ferguson den P99, einen Rennwagen, der zu einigen Rennen der Automobil-Weltmeisterschaft 1960 antrat. Stirling Moss gewann in ihm ein nicht zur Weltmeisterschaft zählendes Nebenrennen: das Oulton Park Gold Cup Race, das bei starkem Regen abgehalten wurde. Ferguson Research (später: FF Developments) entwickelte in den 1960er-Jahren Allradantriebssysteme für Personenkraftwagen. Der mit einem Ferguson-System ausgestattete Jensen FF war der erste in Serie produzierte Personenwagen mit Allradantrieb.
Ihm zu Ehren trägt seit 1983 der Ferguson Ridge seinen Namen, ein Gebirgskamm im Grahamland auf der Antarktischen Halbinsel.